# Kieuwslakken
Kieuwslakken zijn slakken die in het water leven en kieuwen gebruiken om zuurstof tot zich te nemen. Ze worden in twee groepen verdeeld, te weten die met kieuwen voor het hart (Prosobranchia), en die met kieuwen achter het hart (Opistobranchia). Voorts zijn er kieuwslakken die zowel kieuwen als een long hebben en dus amfibische kenmerken vertonen (bijv. de appelslak).
Kieuwslakken worden onderscheiden van de longslakken (Pulmonata), die vooral op het land leven. Ze kunnen herkend worden aan het verharde operculum waarmee ze hun huisje in de mondopening (apertura) afsluiten wanneer ze in rust zijn.

## Soorten

### Zoetwaterkieuwslakken
- Diepslak (Bithynia tentaculata)
- Spitse moerasslak (Viviparus contectus)
- Vijverpluimdrager (Valvata piscinalis)
- Appelslak (Ampullariidae), een familie waarvan de slakken zowel kieuwen als longen hebben en dus amfibische eigenschappen hebben.[1]

### Zoutwaterkieuwslakken
- Wulk